# Белковский, Игорь Владимирович
Игорь Владимирович Белковский (род. 4 декабря 1962 года, Челябинск, РСФСР, СССР) — российский художник, академик Российской академии художеств (2017).

## Биография
Родился 4 декабря 1962 года в Челябинске.
В 1991 году — окончил МГХИ имени В. И. Сурикова.
С 2003 года — член Творческого Союза художников России.
В 2017 году — избран академиком Российской академии художеств от Отделения живописи.
Основные произведения: «Вернисаж» холст, масло. 105х125 (1994), «Портрет народного артиста СССР Иосифа Кобзона» холст, масло (2000), «Портрет народного артиста России Владимира Винокура» (1998), «Тихий вечер у моря» холст, масло. 95х120 (2016), «Воспоминание о маминой молодости» (1997), «Постановка» (1995), «Сеанс окончен» (1996), «Триптих Вечная тема» холст, масло. 105х220 (2019—2020), «Весна в старом доме» (2010), «Алые паруса». холст, масло. 100х150 (2019).
Произведения находятся в частных собраниях и галереях России и 20 стран мира.

## Награды
- Лауреат премии губернатора Челябинской области «Светлое прошлое» за достижения в области искусства (2013)
- Победитель международного конкурса художников (Франция, 2004)